# برانجيه ريموند الأول
برانجيه ريموند الأول (1005 - 24 مايو 1035م) هو كونت برشلونة وجرندة وأوسونا بين عامي 1018 و1035. كان ابن ريموند بورل كونت برشلونة وجرندة وأوسونا، وأمه هي إرميسيند من قرقشونة. قبل بسيادة شانجة الثالث ملك نافار في عام 1021، ثم تزوج ابنته بالقانون سانشا سانشز ابنة سانشو غارسيا كونت قشتالة، ورزق منها بولدين، هما سانشو ووريثه ريموند برانجيه الأول المولود عام 1023م. في عام 1027 تزوج امرأة ثانية هي غويسلا، وقد رزق منها أيضاً بولدين، هما وليام (1028) وبيرنارد (1029). كما تبنَّى مع غويسلا ابنتين لفترةٍ مؤقتة، هما كليمنسيا التي تزوَّجت إرمينغول الثالث كونت أورغل، وسيبيلَّا والدة هوغ الأول وأودود الأول دوقا بورغندي وهنري كونت البرتغال.
يُمثِّل عهد برانجيه ريموند الأول بداية انحطاط قوة ونفوذ منطقة كتالونيا. فبعد وفاة والده في عام 1018 كان لا يزال صغيراً في السن، فتولَّت والدته إرمسيند الوصاية عليه حتى عام 1023، لكن حتى بعد أن وصل سنَّ البلوغ لم تتخلَّى والدته عن وصايتها عليه وحكم جنباً إلى جنبٍ معه. بحسب المؤرخين، فقد كانت شخصية برانجيه ضعيفة ومتردّدة، وأثارت سياسته في السلام مع المسلمين من ملوك الطوائف بالأندلس سخط النبلاء، فأصبحوا يعصون أوامر الكونت، ولم تتحمَّل والدته إرمسيند وابنها كونترا ذلك، وأرادا فرض سلطة برشلونة بالقوة على النبلاء، لكن لكونها امرأة فإنَّها لم تستطع حيازة نفوذٍ كبير على الجيش، وحال ذلك دون إرسالها حملةً لإخضاع النبلاء المتمرّدين.
بدأ نزع سلطة وشرعية برانجيه الأول بالتفاقم، حتى أصبح متقعاً قبل موته عام 1035 بفترةٍ قصيرة. قسَّمت إرمسيند دولة برانجيه بين أولاده، فكانت جرندة وبرشلونة حتى نهر لوبرغات من نصيب ريموند برانجيه الأول، والأراضي الممتدة من نهر لوبرغات حتى حدود ملوك الطوائف المسلمين من نصيب سانشو، والذي أسس كونتية جديدة في بينديس عاصمتها أوليردولا، وأخيراً كانت كونتية أوسونا من نصيب وليام. توفي برانجيه ريموند الأول في 26 مايو عام 1035، ودفن في سانتا ماريا دي ريبوي.